# 클라우디우스 고티쿠스
클라우디우스 고티쿠스(Claudius Gothicus, 210년 5월 10일 ~ 270년 1월), 클라우디우스 2세(Caludius II, Marcus Aurelius Valerius Claudius Augustus)는 268년부터 270년까지 로마 제국을 통치하였던 로마 제국의 황제이다. 통치 기간 동안 알레만니에 대항해 성공적으로 싸웠고 고트족과의 나이소스 전투에서 승리하였다. 고트족에 대한 승리 덕분에 그는 고트족의 정복자라는 의미의 "고티쿠스"라는 별명을 얻게 되었다.

## 생애
클라우디우스의 기원은 일리리아이며, 210년 5월 10일 태어났다.
반달족에 대한 군사 작전을 준비하다가 로마 제국의 여러 지역들을 무너뜨린 전염병으로 270년 7월에 사망하였다.

## 같이 보기
- 로마 황제 목록
- 아우렐리우스 빅토르
- 히스토리아 아우구스타

## 참고 문헌
- Jones, A.H.M., Martindale, J.R. The Prosopography of the Later Roman Empire, Vol. I: AD260-395, Cambridge University Press, 1971
- Canduci, Alexander (2010), 《Triumph & Tragedy: The Rise and Fall of Rome's Immortal Emperors》, Pier 9, ISBN 978-1-74196-598-8